# Elbeuf
Elbeuf település Franciaországban, Seine-Maritime megyében. Lakosainak száma 15 774 fő (2022. január 1.). Elbeuf Saint-Aubin-lès-Elbeuf, Saint-Cyr-la-Campagne, Saint-Ouen-du-Tilleul, La Saussaye, Le Thuit-de-l'Oison, Caudebec-lès-Elbeuf, La Londe, Orival és Saint-Pierre-lès-Elbeuf községekkel határos.

## Népesség
A település népességének változása:
| Lakosok száma | 17 343 | 16 515 | 16 773 | 16 166 | 16 205 | 16 224 | 16 087 | 15 951 | 15 774 |
|               | 2013   | 2015   | 2016   | 2017   | 2018   | 2019   | 2020   | 2021   | 2022   |